# مرهج بن نمرون
مرهج بن نمرون (1625 - 1711 م) هو رجل دين لبناني ماروني، يكتب اسمه باللاتينية Fauste Nairon.
"بان" في جبة بشري هي بلدة "مرهج بن نمرون الباني" حيث يروي عنه المربي والمتعمق بالدراسات التاريخية في البلدة بادواني زعيتر أن مرهج له كتاب عنوانه "أصل الموارنة" وهو موجود في مكتبة الفاتيكان، وصدر في أواخر القرن السابع عشر. ويقول بأنه قد اشترك الباني مع المطران جبرايل الصهيوني في وضع الكتاب المقدس باللغتين السريانية والعربية سنة 1703، وعلم في مدارس فرنسا وجامعاتها وتسلم المكتبة الفاتيكانية بعد خاله إبراهيم الحاقلاني. وقد تعددت الآراء حول وظيفته الكهنوتية فمنهم من يقول أنه كان شماسا والبعض يقول أنه إرتسم كاهنا والثابت أنه أصبح مستشارا للبطريرك الماروني يوحنا الصفراوي ويعرف عنه أنه أول من عرف الغربيين على البن من خلال مقال كتبه عنه ولا يزال هذا المقال محفوظا في مكتبة الفاتيكان.
هو أخو حنا متى، وابن أخت إبراهيم الحاقلاني الماروني. من آثاره: «أصل الموارنة» ، و «العهد الجديد».